# Sept Ans de malheur (film, 1921)
Pour les articles homonymes, voir Sept Ans de malheur.
Pour plus de détails, voir Fiche technique et Distribution.
Sept Ans de malheur (Seven Years Bad Luck) est un film américain réalisé par Max Linder en 1921.

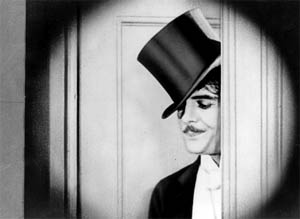
Max Linder dans Sept Ans de malheur.

## Synopsis
Max, riche oisif, rentre chez lui, ivre de l'enterrement de sa vie de garçon. À son réveil, le lendemain matin, un valet brise un grand miroir et ne pouvant le remplacer instantanément, déguise le cuisinier afin qu'il joue le rôle du reflet du maître de maison. 
D'abord troublé, Max découvre la supercherie mais un appel téléphonique l'éloigne du miroir un moment. Le valet en remet alors un neuf, qui est brisé aussitôt car, croyant encore à l'imposture, Max envoie son chausson dedans. 
Les problèmes s'enchainent alors, confirmant à Max, superstitieux, que sept années de malheurs vont se succéder : il chute à cheval, ne parvient plus à traverser la rue à cause du trafic et doit rompre avec sa fiancée. Dépité, il part en voyage, sans payer son train, car il a été volé et finit par être arrêté et jeté en prison. Devant le juge, il voit la fin de ses malheurs et se marie avec la femme de sa vie. Sept ans après, il a sept enfants !

## Fiche technique
Source IMDb
- Titre original : Seven Years Bad Luck
- Titre français : Sept Ans de malheur
- Réalisation : Max Linder
- Scénario : Max Linder
- Directeur de la photographie : Charles Van Enger
- Opérateur : Paul Irano
- Production : Max Linder
- Pays de production :  États-Unis
- Langue : Anglais
- Genre : Comédie
- Format : Noir et blanc - Muet - 1,33: 1 - 35 mm
- Durée : 62 minutes (1 h 02)
- Dates de sortie :
  - États-Unis : 6 février 1921
  - France : 28 février 1921

## Distribution
Source IMDb
- Max Linder : Max Linder

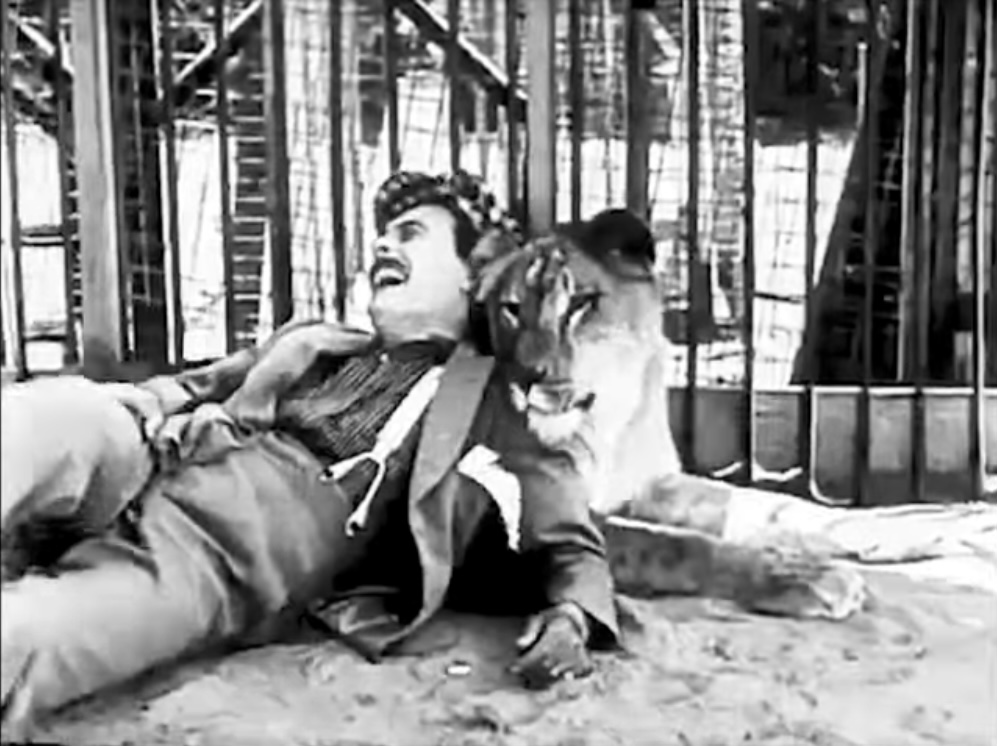
Max n'a pas peur des lions dans la cage du zoo.

- Alta Allen : Betty, la fiancée de Max
- F.B. Crayne : le faux ami de Max
- C.E. Anderson : le Prisonnier
- Betty K. Peterson : Mary, la bonne de Max
- Ward Chance : le conducteur de train
- Hugh Saxon : le chef de gare
- Lola Gonzales : la bonne hawaïenne de Betty
- Harry Mann : le chef de Max dans le gag du miroir
- Joe Martin : le Chimpanzé
- Ralph 'Philo' McCullough : John, le valet de Max
- Thelma Percy : la fille du chef de gare

## Note et références
1. 1 2  Sept Ans de malheur sur IMDb.